# Dipristes
Dipristes is een geslacht van hooiwagens uit de familie Triaenonychidae.
De wetenschappelijke naam Dipristes is voor het eerst geldig gepubliceerd door Roewer in 1931. 

## Soorten
Dipristes is monotypisch en omvat slechts de volgende soort:
- Dipristes serripus